# (74247) 1998 SR64
(74247) 1998 SR64 – planetoida z pasa głównego asteroid okrążająca Słońce w ciągu 4,55 lat w średniej odległości 2,74 j.a. Odkryta 20 września 1998 roku.